# Leptoconops harrisoni
Leptoconops harrisoni är en tvåvingeart som beskrevs av Meillon och Hardy 1953. Leptoconops harrisoni ingår i släktet Leptoconops och familjen svidknott. Inga underarter finns listade i Catalogue of Life.